# عبدالرحمن العمری
عبدالرحمن العمری (عربی: عبدالرحمن العمري؛ زادهٔ ۲۴ دسامبر ۱۹۷۲) خلبان سابق هواپیمایی سعودی اهل عربستان است. او به اشتباه توسط اف‌بی‌ای به عنوان خلبان هواپیماربای پرواز شماره ۱۱ امریکن ایرلاینز در حملات ۱۱ سپتامبر شناخته شد.
او پیش‌از این یک بار در فرودگاه بین‌المللی جان اف کندی کار کرده بود.
وی در ۳ سپتامبر ۲۰۰۱ به همراه همسر و چهار فرزندش از اقامت‌گاهش در ساحل ورو بیچ در فلوریدا نقل مکان کرد، اما به زودی نشان داده‌شد که او هنوز زنده است، و اف‌بی‌ای عذرخواهی کرد.
به سرعت مشخص شد که محمد عطا خلبانِ هواپیماربا در میان گروهِ هواپیماربایانِ «پرواز شماره ۱۱ امریکن ایرلاینز» بوده‌است. اف‌بی‌آی سپس عبدالعزیز العمری را به عنوان یک هواپیماربا نام برد که احتمالاً هنگام سوار شدن به پرواز شماره ۱۱ امریکن ایرلاینز از نام مستعار «عبدالرحمن العمری» استفاده کرده‌است.